# Antoine Vollon
Antoine Vollon né à Lyon le 23 avril 1833 et mort à Paris (9ème) le 27 août 1900 est un peintre réaliste français. Peintre de natures mortes surtout, Antoine Vollon a aussi peint des ports, des paysages marins et des pêcheurs.

## Biographie
Antoine Vollon commence sa carrière à Lyon, où il apprend la gravure sur métaux et fréquente l'École des beaux-arts de Lyon. Il est l'élève  de Théodule Ribot. L’artiste maîtrise ensuite rapidement la peinture à l'huile et s’intéresse à l’eau-forte, mais développe vite une attention particulière pour les natures mortes : des poissons de mer, des courges et des coupes de fruits sont autant de thèmes qu’il décline. Tout ce qui relève plus ou moins d’un défi autant technique qu’artistique capte son attention, de la représentation d’armures - pour les reflets du métal et le rendu des volumes - jusqu’au cochon pendu et vidé - pour les variations de teintes des chairs mises à nu.
En 1859, il se rend à Paris et y rencontre de nombreux artistes, notamment le sculpteur Jean-Baptiste Carpeaux, le peintre et graveur Joseph Soumy et Lucien Guitry qui deviendront des amis proches. Il devient également l'un des amis d’Alexandre Dumas fils, qui l’accueille chez lui sur la côte normande.
Antoine Vollon séjourne ensuite à Trouville-sur-Mer puis finit par s’installer en 1863, année de son mariage, dans un corps de ferme à Mers-les-Bains, petit village de pêcheurs situé sur le littoral picard. L’artiste demeurera à Mers-les-Bains jusqu’en 1882, laissant ensuite la maison à son fils Alexis Vollon (1865-1940), également peintre. Il expose au Salon de 1878 le portrait d'un Espagnol avec un chien à ses pieds.
Antoine Vollon réside également à Bessancourt, en région parisienne et passe à la postérité en donnant son nom à une rue du 12e arrondissement de Paris, la rue Antoine-Vollon, ainsi qu’à une place à Lyon, sa ville natale.
Il a pour élèves le peintre de fleurs Dury-Vasselon et Victor Vincelet.
Parmi les peintres provençaux qui se réclament de lui, il faut citer Jean-Baptiste Olive qui, présenté à Vollon par son ami le peintre Robert Mols, résida à Mers-les-Bains deux mois durant en 1878. La facture de ses natures mortes se ressent de l'influence « vollonienne ». Trois séjours d'hiver à Marseille (1879, 1880 et 1882) attirent dans son atelier du Vieux-Port nombres d'étudiants de l'école des beaux-arts déçus par l'enseignement officiel et qui, dès lors, le proclameront leur « patron » voire leur « père ». C'est le cas d'Étienne Martin qui lui consacre en 1823[Quoi ?] un vibrant hommage, de Raymond Allègre, Théophile Mayan et de Joseph Garibaldi qui se tient au chevet de son maître pour l'assister tout un mois en août 1900 jusqu'à ses derniers instants.
Il est élevé au grade d'officier de la Légion d'honneur, et élu membre de l'Académie des beaux-arts en 1897.
Antoine Vollon est enterré à Paris au cimetière du Père-Lachaise (6e division),.

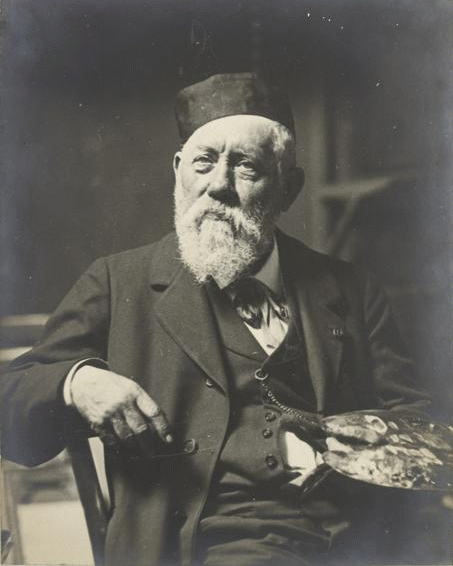
Vollon tenant une palette (1897), photographe anonyme, Paris, musée d'Orsay.

## L'œuvre
Considéré comme un artiste productif, fougueux et particulièrement doué, Antoine Vollon a une préférence marquée pour les effets de lumière et les grands ciels tourmentés.
Ses œuvres sont aujourd’hui conservées dans des musées du monde entier (Amsterdam, Londres, Washington, New York, Boston…) et en France, à Paris au musée d'Orsay (Autoportrait), à Lyon, Amiens, Rouen ou Dieppe, dont le musée conserve plusieurs toiles, dont Femmes du Pollet à Dieppe et Poissons de mer.
Alexandre Dumas fils était un grand collectionneur de son œuvre, ainsi que de riches Américains, comme Henry Frick ou William Merritt Chase.

## Œuvres dans les collections publiques
- Beauvais, musée départemental de l'Oise : Paysage.
- Bourg-en-Bresse, musée de Brou : La Seine à Bercy.

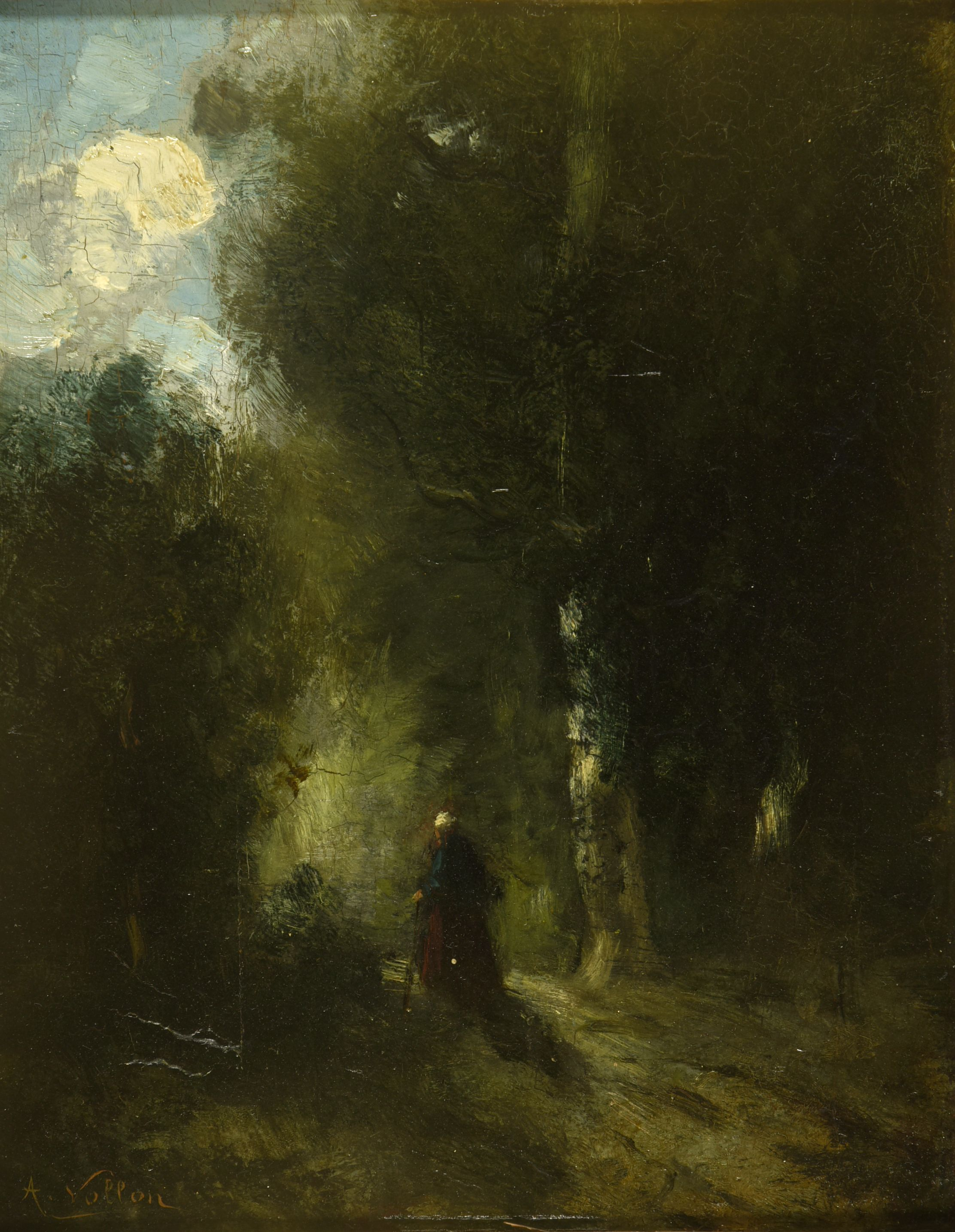
Caen, musée des Beaux-Arts : Maison au bord de l’eau.
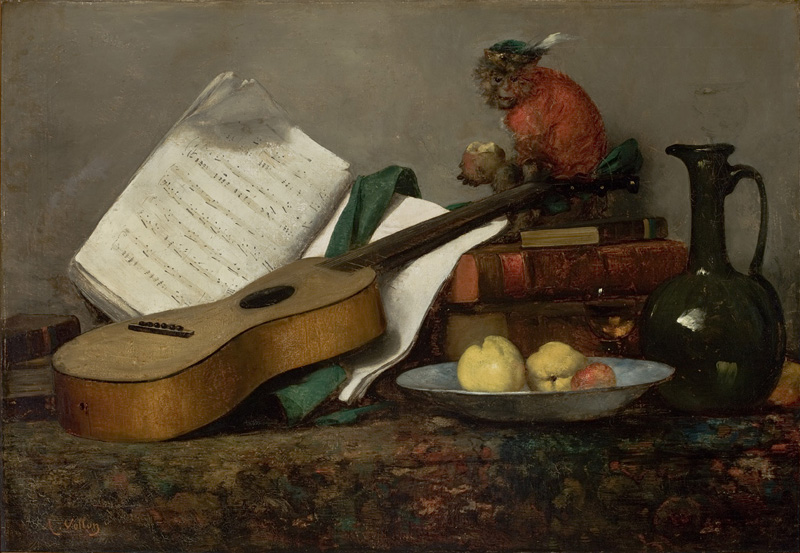
Nature morte au violon et au macaque (1864), Pinacothèque de l'État de São Paulo.
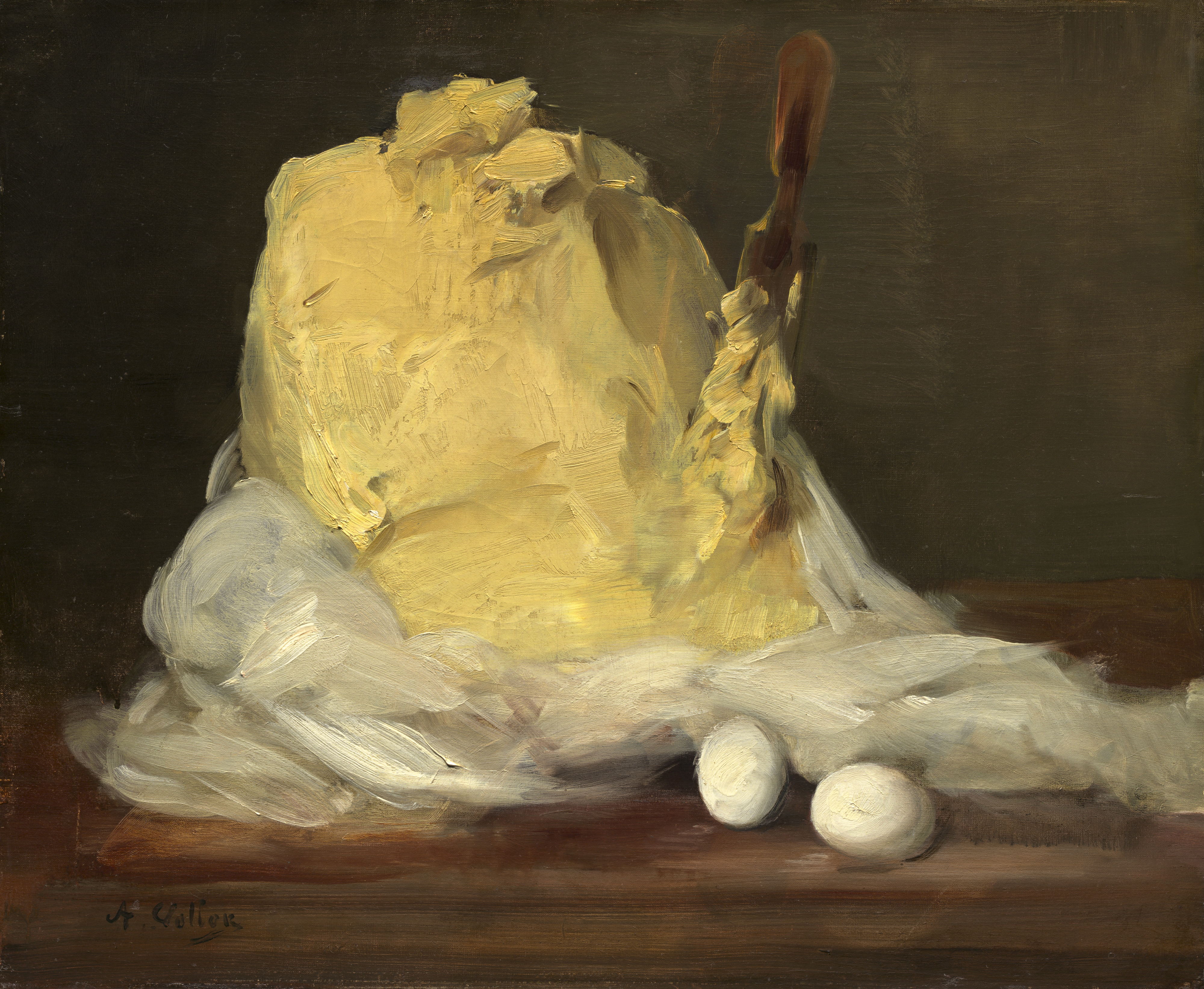
Motte de beurre (entre 1875 et 1885), Washington, National Gallery of Art.
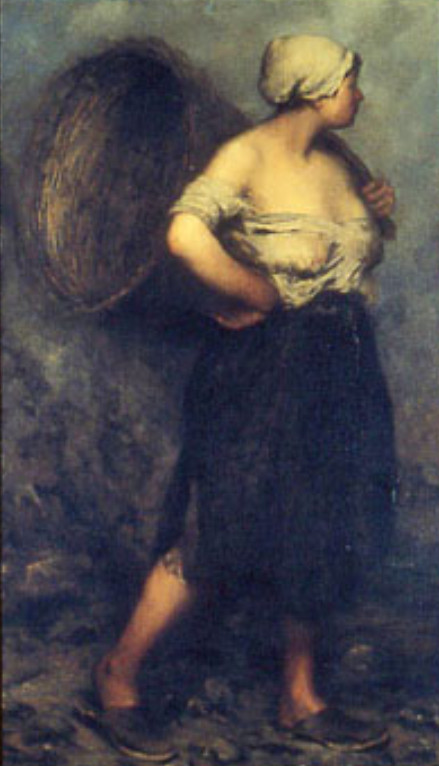
Femme du Pollet à Dieppe (1876), musée municipal de La Haye.
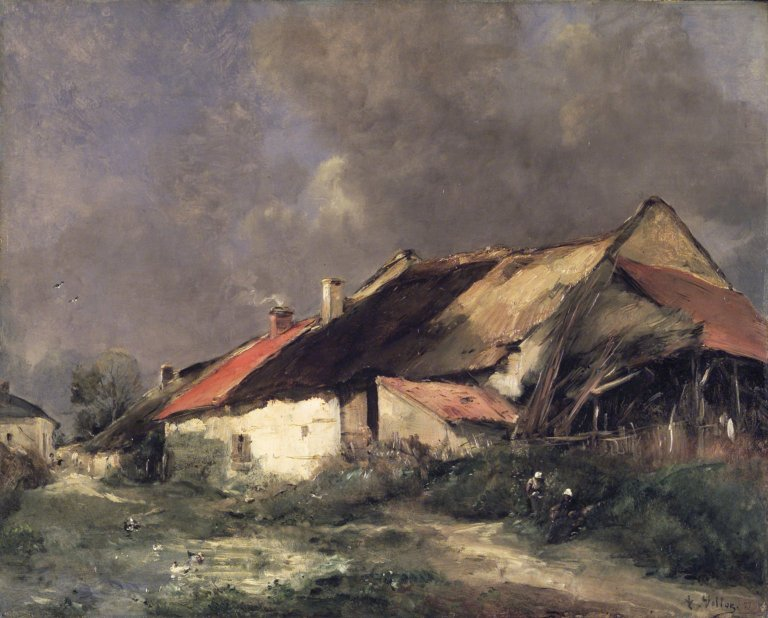
Après l'orage (vers 1877), New York, Brooklyn Museum.

- Dieppe, château de Dieppe :
  - Avant-port de Dieppe ;
  - Les Femmes du Pollet ;
  - Vapeur au large de Dieppe.
- Dijon, musée Magnin : Masures de chiffonniers au crépuscule.
- Gray, musée Baron-Martin : Nature morte aux vieilles choses.
- Grenoble, musée de Grenoble : Nature morte aux poissons.
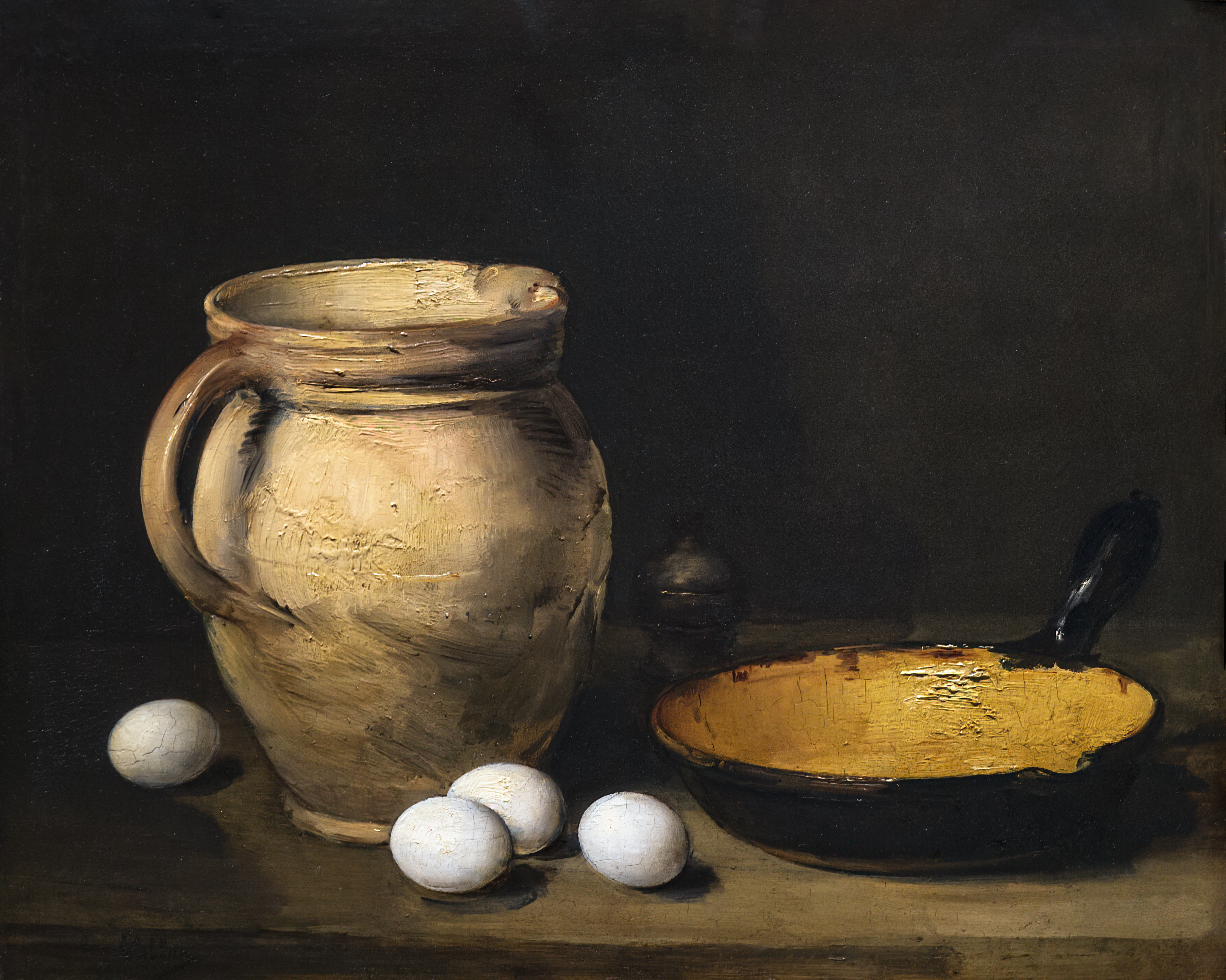
Lille, palais des Beaux-Arts : Vase de fleurs.
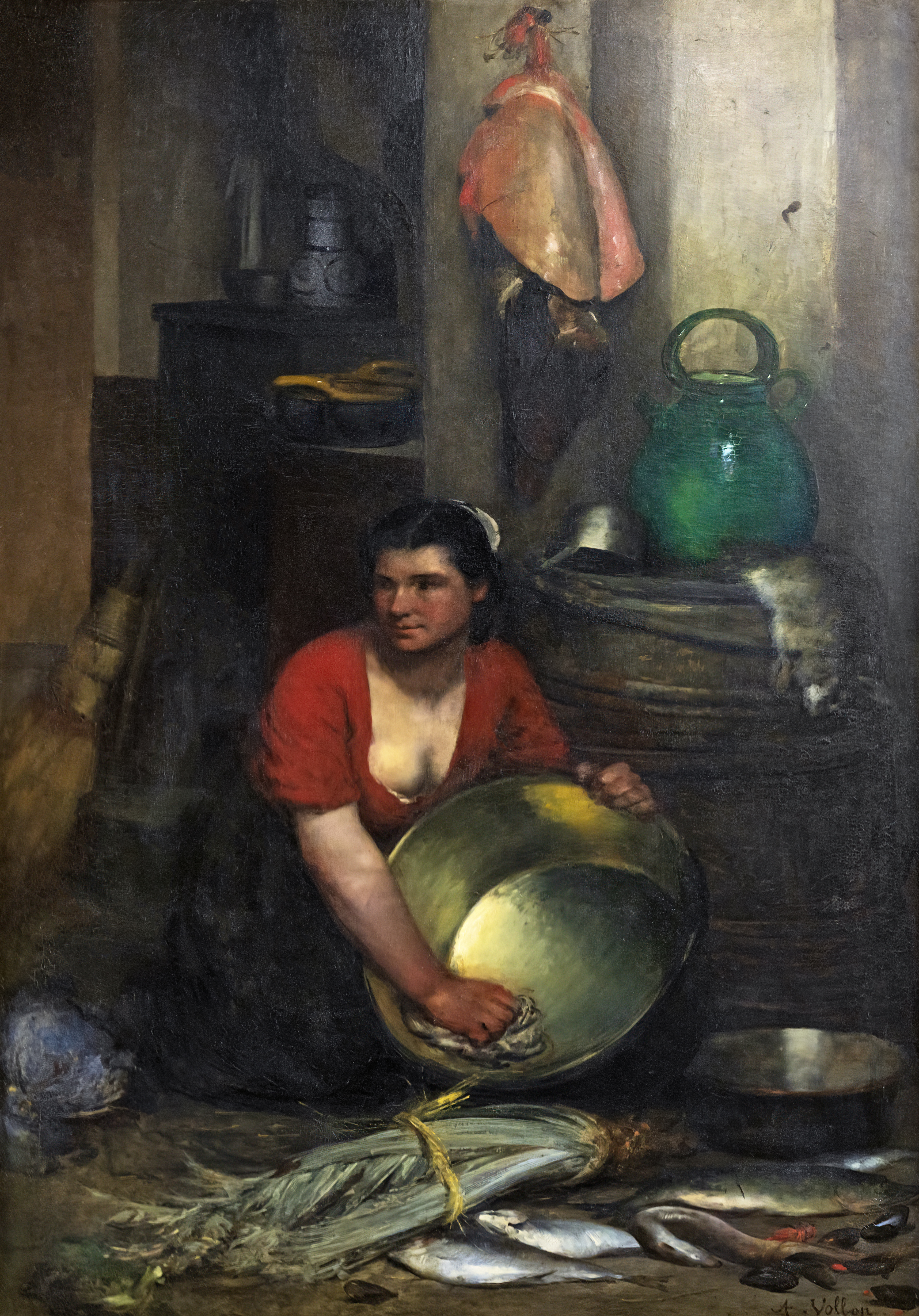
Intérieur de cuisine (1865), Musée d'Arts de Nantes.
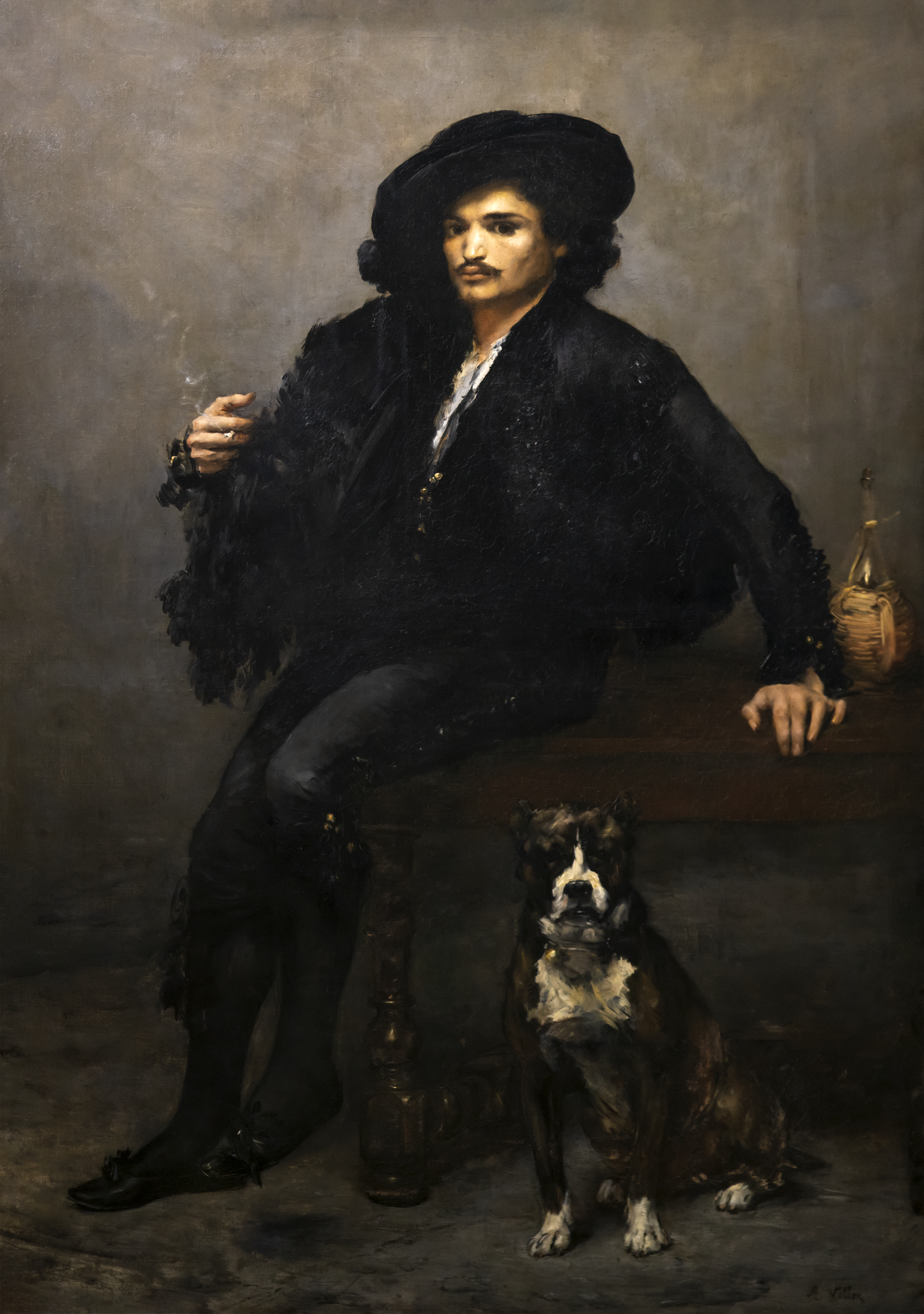
Espagnol (1878), musée d'Orsay.
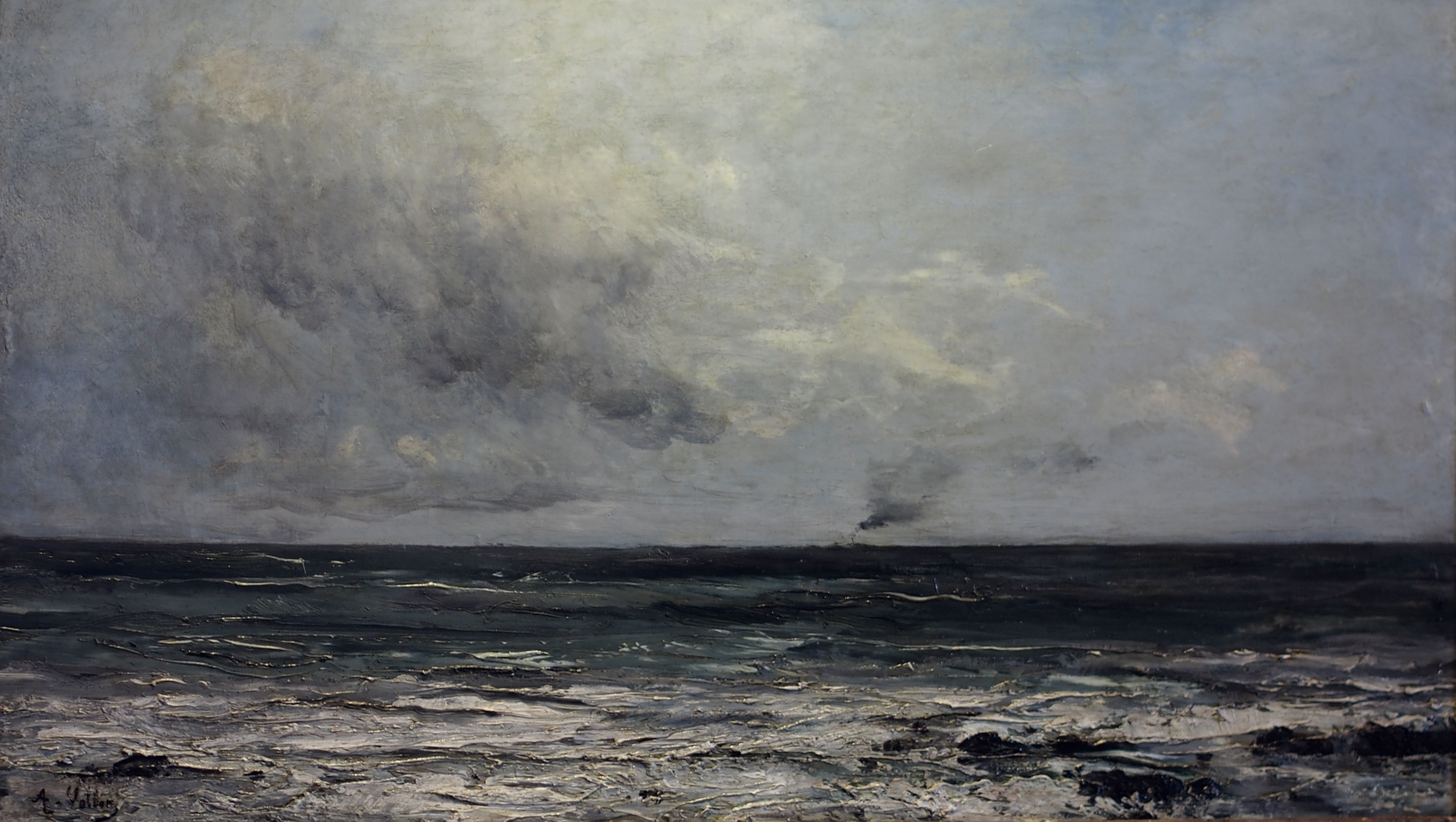
Vapeur au large de Dieppe, Château-musée de Dieppe.

- Lyon, musée des Beaux-Arts :
  - Les Œufs ;
  - Objets anciens ;
  - Scène de carnaval ;
  - Une vallée.
- Marseille, musée Grobet-Labadié :
  - Paysage ;
  - Petit Singe ;
  - Basse-cour ;
  - Chien noir et blanc ;
  - Temps d’orage.
- Nantes, musée d'Arts de Nantes
  - Intérieur de cuisine.
- Paris :
  - musée d’Orsay :
    - Armures ;
    - Curiosités ;
    - Falaise ;
    - Fruits et objets d’art sur une table. L’aiguière de François Ier ;
    - Nature-morte au panier de fleurs ;
    - Poissons de mer ;
    - Portrait de l’artiste ;
    - Vue d’Anvers, ou le port d’Anvers ;
    - L’Espagnol (Salon de 1878).

  - musée national Jean-Jacques Henner : Portrait d’homme.
- Reims, Musée des Beaux-Arts de Reims :
  - "Paysage, (sous-bois)"
  - "Cadeaux de noce" ;
  - "Chrysanthèmes" ;
  - "Calice, vidrecome, livres liturgiques et cahiers de musique" ;
  - "Intérieur de cellier" ;
  - "Vase, fleurs et fruits" ;
  - "Nature morte".
- Rouen, musée des Beaux-Arts : Le Singe du peintre.
- Valenciennes, musée des Beaux-Arts : Nature morte.

## Élèves
- Raymond Allègre (1857-1933)[7]
- Hippolyte Pierre Delanoy (1849-1899)
- Gustan Le Sénéchal de Kerdréoret (1840-1933)
- Henri Michel-Lévy (1845-1914)
- Aimé Perret

## Expositions
La galerie Wildenstein à New York a organisé une exposition rétrospective en 2004 et a édité un catalogue à cette occasion.